# Guido Spernazzati
Guido Spernazzati fue un deportista italiano que compitió en remo como timonel. Ganó una medalla de plata en el Campeonato Europeo de Remo de 1931, en la prueba de dos con timonel.

## Palmarés internacional
| Campeonato Europeo | Campeonato Europeo | Campeonato Europeo | Campeonato Europeo |
| Año                | Lugar              | Medalla            | Prueba             |
| ------------------ | ------------------ | ------------------ | ------------------ |
| 1931               | París (Francia)    | Medalla de plata   | Dos con timonel    |